# John Sinclair (musiker)
John Sinclair, född den 12 april 1952, är en keyboardist som har spelat för band som The Babys, Heavy Metal Kids, Savoy Brown, The Cult, men är kanske mest känd för sin tid i  Uriah Heep  och spela för Ozzy Osbourne 's band. Han har också krediteras med styling tangentbord delar för This Is Spinal Tap.  Sinclair är nu en kvalificerad hypnosterapeut.

## Diskografi

### Med Babys
- Head First (1978)

### Med Black Sabbath
- Under Wheels Of Confusion 1970-1987

### Med The Cult
- Ren Cult

### Med Dunmore
- Dunmore

### Med Richard Grieco
- Waiting For The Sky To Fall

### Med Gary Farr Lion
- Running All Night (1980)

### Med Heavy Metal Kids
- Kitsch* Chelsea Kids

### Med Uriah Heep
- Abominog (1982)
- Head First (1983)
- Equator (1985)

### Med Ozzy Osbourne
- The Ultimate Sin (1986)
- Ingen Rest for the Wicked (1988)
- Just Say Ozzy (live-1989)
- No More Tears (1991)
- Live och Loud (1993)
- The Ozzman Cometh Compilation
- Live at Budokan (live)
- Prince of Darkness Sammanställning box-set

### Med Cozy Powell
- The Drums Are Back

### Med Savoy Brown
- Rock 'N' Roll Warriors
- Raw Live 'N Blue

### Med Shy
- Brave The Storm

### Med Spinal Tap
- This Is Spinal Tap

### Med Manson-Inc
- Pilot (2005)